# Fridericus Rex (Schiff)
Das Fahrgastschiff Fridericus Rex wurde 1927 unter dem Namen Rheinpfalz in der Werft der Gebrüder Winkler in der Landgemeinde Kalkberge an den Rüdersdorfer Gewässern gebaut. Die Reederei Nobiling stellte mit der Rheinpfalz 1927 eines der ersten von einem Dieselmotor angetriebenen Fahrgastschiffe im Berliner Raum in Dienst. Es wurde vorwiegend im Liniendienst zwischen dem Anleger an der Jannowitzbrücke im Zentrum von Berlin und Teupitz eingesetzt. Aufgrund der Beliebtheit und der Schnelligkeit des Schiffes bekam es von den Berlinern den Spitznamen „Teupitzexpress“.

## Geschichte
1931 entstand aufgrund des Bevölkerungszuwachses die Großgemeinde Kalkberge (ab 1934 Rüdersdorf genannt) aus den Landgemeinden Kalkberge, Rüdersdorf und Tasdorf mit 10.707 Einwohnern. Sie vereinte in sich sowohl die industriellen Anlagen (Zementfabriken, Kalkwerke und Kalksteinbrüche) wie auch die ländlichen Gebiete der drei Gemeinden. Beliebt waren bei der Bevölkerung Ausflüge mit den grundsätzlich als Dampfer bezeichneten Ausflugsschiffen in die seen- und waldreiche Umgebung des Großberliner Raumes.
Mit dem Beginn des Zweiten Weltkrieges kam es zu Einschränkungen des Fahrgastverkehres auch auf den Gewässern des Berliner Raumes. Gründe waren dafür Brennstoffknappheit und Personalmangel. Viele Schiffe wurden zeitweilig oder auch über einen längeren Zeitraum aufgelegt. 1944 beschlagnahmte die deutsche Wehrmacht die Rheinpfalz und überführte sie zur Donau. Eine leichte Flugabwehrbewaffnung wurde aufgebaut. Die zu diesem Kriegszeitpunkt im Bereich der Donau zur Verfügung stehenden Minenräumschiffe der deutschen, ungarischen und rumänischen Kriegsmarinen waren im Unterlauf des Stromes und an der noch im deutschen Machtbereich gelegenen Küste des Schwarzen Meeres gebunden und waren rein zahlenmäßig nicht in der Lage gewesen, der Gefahr durch Minen im Fluss zu begegnen. Etwa 49 Schiffe standen im Sommer 1944 dem Inspekteur Minenräumdienst Donau zur militärischen Verwendung zur Verfügung. Bei den Schiffen handelte es sich in der Mehrzahl um requirierte zivile Schiffe. Sie wurden eilig zu Räumfahrzeugen umgebaut. 
Nach dem Zweiten Weltkrieg wurde das Motorschiff an die damals größte bayrische Reederei, den „Bayerischen Lloyd“, verchartert. Das Unternehmen konzentrierte sich auf die Schaffung eines fahrplanmäßigen Linienverkehres sowie des Ausflugs- und Gelegenheitsverkehres. Nach dem Krieg waren Verkehrsmittel wie Bahn, Bus und PKW nur in sehr geringem Maße verfügbar und die meisten Donauübergänge noch immer unpassierbar. Die Reederei sah die Möglichkeit, durch den Einsatz ihrer Flotte diese Situation zu entschärfen.
Vermutlich 1960/61 wurde das Schiff an die „Steibl Personenschiffahrt Kelheim“ verkauft. Im Jahr 1974 erfolgte ein Weiterverkauf an die „Donauschiffahrt Wurm & Köck“  mit Sitz in Passau. Mit der Übernahme 1984 durch die Regensburger Personenschifffahrt Klinger fanden umfangreiche Umbauarbeiten statt, die die ursprüngliche Optik des Schiffes stark veränderten. Es wurde in Regensburg umbenannt.

## Das Schiff

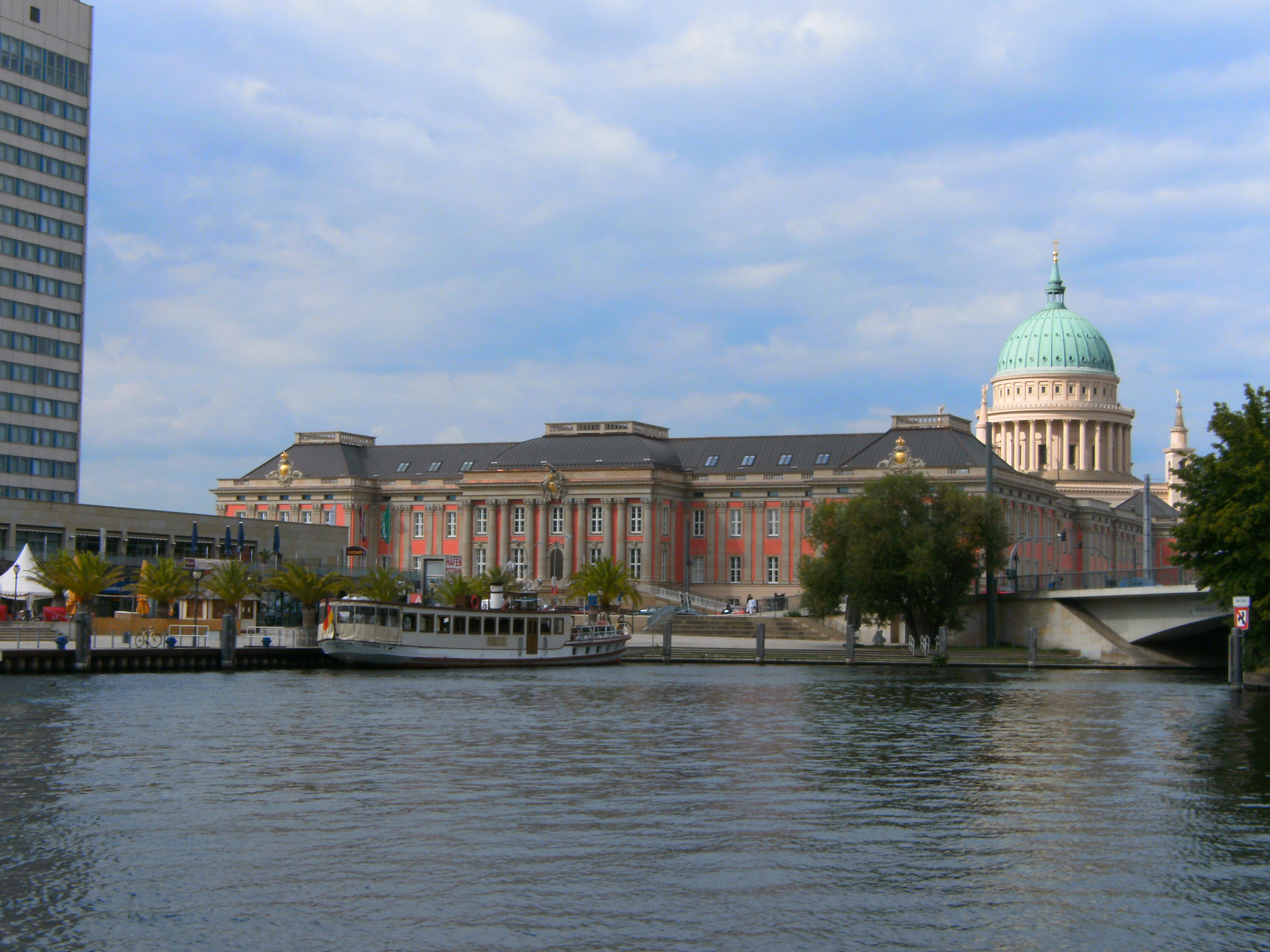
Fridericus Rex im Hafen Potsdam vor dem Landtag

Im Jahre 1998 erwarb die „Havel-Dampfschiffahrt Potsdam GmbH“ das desolate Schiff und überführte es in die Schiffswerft Bolle GmbH nach Neuderben am Pareyer Verbindungskanal in der Nähe der Elbe. Dort wurde es sehr aufwendig nach alten Fotos im Stil der 1920er Jahre rückgebaut. Seit dem Saisonbeginn 1999 ist das Salonschiff unterwegs auf den Gewässern rund um Potsdam. Mit der Übernahme der Weissen Flotte Potsdam durch die Eigner der Haveldampf-Schiffahrt Potsdam im Jahr 2000 ist das Schiff eingebunden in den Linienfahrplan des Gesamtunternehmens „Schiffahrt in Potsdam“. Mit einer Länge von 29,97 Metern und einer Breite von 4,78 Metern kann das Schiff nahezu alle auch kleineren Gewässer der Region wie den Griebnitzkanal und den Glindowsee befahren. Der geringe Tiefgang von nur 1,09 Metern ermöglicht es, auch bei niedrigen Wasserständen die geplanten Routen einzuhalten. Der dampferähnliche Schornstein kann umgelegt werden, so dass auch Bereiche mit niedrigen Brückendurchfahrtshöhen im berlinnahen Gebiet bedient werden können. Die minimale Durchfahrtshöhe beträgt bei gelegtem Schornstein 4,14 Meter. Auf besonderen Kundenwunsch werden mit diesem historischen Schiff auch Charter- und Themenfahrten angeboten.